# Bază aeronavală
Baza aeronavală este o bază aeriană militară unde se află localizate operațiile terestre ale aviației navale.

## Aviația navală franceză
Termenul este folosit de marina militară franceză  sub denumirea ''Base d'aéronautique navale''.
În 2017, aviația navală franceză a avut patru baze aeronavale (BAN), toate localizate pe teritoriul Franței metropolitane:
- BAN Lann-Bihoué (în principal pentru  patrulare maritimă)
- BAN Lanvéoc-Poulmic (în principal pentru elicoptere)
- BAN Landivisiau (folosită în principal de aeronavele de pe port-avioane)
- BAN Hyères Le Palyvestre (folosită în principal de aeronavele de pe port-avioane)

## Aviația navală a Statelor Unite
În Statele Unite este folosit termenul "Naval Air Station" de către marina militară, ''Marine Corps Air Stations''  de către infanteria navală și ''Coast Guard Air Stations'' de către U.S. Coast Guard.